# Stiripentol
Stiripentol (Handelsname europaweit Diacomit®; Hersteller: Biocodex; Vertrieb in Deutschland: Desitin) ist ein Arzneistoff, der in der Behandlung der schweren myoklonischen Epilepsie des Kindesalters (SMEI, Dravet-Syndrom) eingesetzt wird.

## Klinische Angaben

### Anwendungsgebiete
Stiripentol besitzt nur eine sehr eingeschränkte Zulassung. Es kann in Verbindung mit Clobazam und Valproinsäure als Zusatztherapie für schwer behandelbare generalisierte tonisch-klonische Anfälle bei Kindern mit schwerer myoklonischer Epilepsie (Dravet-Syndrom) eingesetzt werden, deren Anfälle sich mit Clobazam und Valproat nicht angemessen behandeln lassen.

### Wechsel- und Nebenwirkungen
Stiripentol hemmt mehrere Enzyme im Leberstoffwechsel, insbesondere CYP450 3A4 und 2C19, die auch am Abbau anderer Antiepileptika beteiligt sind.
Die folgenden unerwünschten Wirkungen treten sehr häufig auf: Appetitlosigkeit, Ataxie, Benommenheit, Dystonie, Gewichtsabnahme (vor allem in Kombination mit Valproinsäure), Muskelschwäche oder Schlafstörungen.
Häufig treten ablehnendes Verhalten, Aggressivität, Brechreiz, Erbrechen, erhöhte Leberwerte (vor allem in Kombination mit Carbamazepin und Valproinsäure), Erregungszustände, Hyperkinese, Reizbarkeit, reversible Neutropenie, Verhaltensstörungen oder Übelkeit auf.

## Pharmakologische Eigenschaften

### Wirkungsmechanismus
Stiripentol wirkt als positiver allosterischer Modulator am GABAA-Rezeptor. An diesem Rezeptor, der aus Untereinheiten zusammengesetzt ist, bindet Stiripentol verstärkt an den Untereinheiten α3 und δ. Es bedarf, im Gegensatz zu den Benzodiazepinen, zu dieser Bindung keiner γ-Untereinheit. Das physiologische Vorkommen von GABAA-Rezeptoren mit α3-Untereinheiten ist entwicklungsabhängig und ist im jungen, noch unausgereiften Gehirn von Säugetieren am höchsten. Der rechtsdrehende Wirkstoff (siehe Infobox, Formel I) zeigt eine ausgeprägtere antikonvulsive Wirksamkeit als das linksdrehende Stereoisomer.
Stiripentol wird weiterhin zugeschrieben, die Konzentration von γ-Aminobuttersäure (GABA) – dem wichtigsten hemmenden Botenstoff im Nervensystem – zu erhöhen. Ursachen dafür könnten eine Hemmung der Wiederaufnahme von GABA in die Synapsen oder eine Hemmung des Abbaus von GABA sein. Eine weitere Wirkweise könnte eine Verstärkung der Wirkung von GABA mittels eines Barbiturat-ähnlichen Mechanismus sein.
Zusätzlich erhöht Stiripentol die Plasmakonzentration anderer Antikonvulsiva wie Carbamazepin, Valproinsäure, Phenytoin, Phenobarbital und vieler Benzodiazepine durch Hemmung der am Abbau dieser Antikonvulsiva beteiligten Enzyme.
Im Tiermodell hemmt Stiripentol durch Elektroschocks oder Chemikalien hervorgerufene Krampfanfälle.

### Aufnahme und Verteilung im Körper
Stiripentol zeigt ein atypisches, nichtlineares pharmakokinetisches Verhalten. Die Plasmahalbwertszeit beträgt 4,5 bis 13 Stunden, wobei das rechtsdrehende Eutomer rascher eliminiert wird. Die Enantiomere beeinflussen sich in ihrer Kinetik gegenseitig. Die Plasmaproteinbindung beträgt ca. 99 %.
Fünf metabolische Pfade wurden identifiziert: (i) Konjugation des Alkohols mit Glucuronsäure, (ii) Spaltung des Methylendioxy-Rings, (iii) O-Methylierung des Catechol-Metaboliten, (iv) Hydroxylierung der t-Butylgruppe, (v) Konversion der allylalkoholischen Seitenkette in eine isomere 3-Pentanon-Struktur. Bis zum Jahr 2005 waren dreizehn Metaboliten bekannt.

## Entwicklung und Vermarktung
Stiripentol wurde in der Literatur erstmals 1979 beschrieben. Die Entwicklung wurde unter den Bedingungen der europäischen Regularien für Arzneimittel für seltene Leiden durchgeführt (Status am 4. Dezember 2001 unter Nummer EU/3/01/071 erteilt). Am 4. Januar 2007 erhielt Stiripentol die o. a. EU-Zulassung.